# Phare d'Old Head of Kinsale
Le phare de Old Head of Kinsale est un phare situé sur un promontoire près du port de Kinsale, en mer Celtique, dans le comté de Cork (Irlande). Cette zone a connu le naufrage du paquebot transatlantique RMS Lusitania de la Cunard Line, torpillé par le sous-marin allemand U 20 le 7 mai 1915. Il est géré par les Commissioners of Irish Lights.
Aujourd'hui, la péninsule du Old Head of Kinsale est connue pour son terrain de golf ouvert en 1997.

## Histoire
Il y eut un premier phare érigé à cet endroit de 1665 à 1853. C'était une maison en pierre d'un étage avec un feu ouvert sur le toit. Ce premier feu a été remplacé par une lanterne en 1804. En 1814, le vieux phare a été supplanté par une tour ronde en pierre de 13 m de haut attenant à la maison du gardien qui était semi-circulaire entourant la base. Il est devenu inactif en 1853. Les ruines des deux premières constructions de 1665 et 1814 phares sont toujours visibles au septième trou du terrain de golf.
Le phare actuel a été construit en 1853. Il a remplacé les deux précédents qui se trouvaient trop hauts pour leur bonne visibilité par temps de brouillard. C'est une tour ronde en maçonnerie avec lanterne et galerie, haute de 31 m, avec les maisons des gardiens de deux étages et de bâtiments annexes, le tout entouré d'un mur. La tour est peinte en blanc avec deux bandes horizontales noires.
Il émet, à 72 m au-dessus du niveau de la mer, deux flashs blancs toutes les 10 secondes. Une corne de brume émet aussi trois coups toutes les 45 secondes.
Le site est sur le terrain de golf, et de ce fait inaccessible aux promeneurs. Celui-ci se trouve à environ 20 km au sud de Kinsale.

## Protestations
Depuis l'ouverture du parcours de golf en 1997, l'accès à l'Old Head of Kinsale est réservé seulement aux golfeurs et invités, et il y a eu une campagne de longue haleine pour la restauration de l'accès libre au public, organisée par la Free the Old Head of Kinsale (en). Cependant, la Cour suprême irlandaise a confirmé le droit du club de golf de fermer l'accès de sa propriété.